# ルカ・ザホヴィッチ
ルカ・ザホヴィッチ（スロベニア語: Luka Zahović、1995年11月15日 - ）は、スロベニアとポルトガルのサッカー選手。スロベニア代表。ポジションはFW。

## クラブ歴

### ユース
バレンシアCFの下部組織でサッカーを始め、SLベンフィカの下部組織に移籍。12歳の時にスロベニアに移り、父のズラトコ・ザホヴィッチがスポーツディレクターに就任したNKマリボルの下部組織に加入した。

### マリボル
2012-13シーズンの1.SNL最終節で途中出場し、プロ初出場。翌シーズンは2.SNLのNKヴェルジェイに期限付き移籍したが、アンテ・シムンザ監督によって途中でマリボルに呼び戻された。
2014-15シーズンにマリボルに復帰すると、第2節で途中出場し同シーズンの初出場をすると、1-1の状態から2得点を決めてマリボルでの初得点を記録した。8月末の試合でも得点を決めた他、9月初めにはBチームでハットトリックを決めるなど活躍を見せた。更にその翌週にはトップチームで2得点を決め、8試合5得点と得点王に躍り出た。9月17日にはUEFAチャンピオンズリーグ 2014-15 グループリーグのスポルティング・クルーベ・デ・ポルトゥガル戦ではダレ・ヴルシッチに代わって投入されてUEFA主催試合初出場、92分に初得点も決めた。父親のズラトコ・ザホヴィッチもUEFAチャンピオンズリーグで32試合11得点と得点を決めていたため、UEFAチャンピオンズリーグの形になってからは2例目、欧州の人物に限れば初めての親子得点となった。2014年はゴールデンボーイ賞にノミネートされるほどの活躍を見せた。2014-15シーズンはリーグで12得点と成績を残した。

### ヘーレンフェーン
2015年8月にエールディヴィジのSCヘーレンフェーンに2年延長オプションつきの3年契約で移籍。移籍金は明らかにされていないものの、推定70万ユーロ。2015-16シーズンは8試合無得点に止まった。

### マリボル復帰
2016年8月24日にマリボルに期限付き移籍。2017年2月27日にはヘーレンフェーンに復帰せず、マリボルでキャリアを模索していくとの事が報じられた。2017年5月23日に2020年までの契約でマリボルに完全移籍。同日、2016-17シーズンの1.SNL最優秀若手選手賞を受賞した。翌シーズンは18得点で得点王に輝いた。

### ポゴニ・シュチェチン
2020年10月にエクストラクラサのポゴニ・シュチェチンに完全移籍。

## 代表歴

### 年代別代表
2010年6月にスロベニアU-16代表としてスロバキアU-16代表との親善試合に出場し年代別代表初出場。
U-17代表としてはスロベニア自国開催のUEFA U-17欧州選手権2012に出場、3試合全てに出場した他、優勝したオランダU-17代表から1得点をあげた。
U-21代表としては2015年6月2日にギリシャU-21代表との親善試合で初出場し、1得点をあげた。またUEFA U-21欧州選手権2017予選では主将を務めたが本戦進出とはならなかった。

### A代表
2018年5月23日、モンテネグロ代表との親善試合に臨むスロベニア代表メンバーに選出された。代表初出場は同年10月16日のキプロス代表戦であった。

## 家族
父のズラトコ・ザホヴィッチもスロベニア代表最多得点記録を持つサッカー選手。父親がヴィトーリア・ギマランイスに所属していた時に生まれたために出生地はギマランイスである。このため、スロベニアとポルトガルの二重国籍である。
第一子が2019年に誕生した。